# Troglosiro platnicki
Troglosiro platnicki is een hooiwagen uit de familie Troglosironidae.